# Куйган (Тарбагатайський район)
Куйга́н (каз. Құйған) — село у складі Тарбагатайського району Східноказахстанської області Казахстану. Адміністративний центр Куйганського сільського округу.
Населення — 801 особа (2021; 1479 у 2009, 2025 у 1999, 1700 у 1989).
Національний склад станом на 1989 рік:
- казахи — 100 %